# Suite Habana
Pour plus de détails, voir Fiche technique et Distribution.
Suite Habana est un film cubain réalisé par Fernando Pérez, sorti en 2003.

## Fiche technique
- Titre français : Suite Habana
- Réalisation et scénario : Fernando Pérez
- Photographie : Raúl Pérez Ureta
- Montage : Julia Yip et Pedro Oscar Pérez
- Musique : Edesio Alejandro
- Pays d'origine : Cuba
- Format : Couleurs - 35 mm - 1,66:1 - Dolby Digital
- Genre : documentaire
- Durée : 85 minutes
- Date de sortie :
  - Espagne : 18 septembre 2003 (Festival de Saint-Sébastien 2003)

## Distinctions

### Récompenses
- Festival international du nouveau cinéma latino-américain de La Havane 2003 : Grand Corail du meilleur film, Corail du meilleur réalisateur, Corail de la meilleure musique, Corail du meilleur son
- Festival international du film de Carthagène 2004 : Catalina de Oro du meilleur réalisateur et de la meilleure photographie

### Sélection
- Festival de Saint-Sébastien 2003 : en compétition

### Nominations
- Prix Goya 2004 : meilleur documentaire, meilleur film ibéroaméricain